# Ljungby socken, Sunnerbo
Ljungby socken i Småland ingick i Sunnerbo härad i Finnveden, ombildades 1936 till Ljungby stad, området ingår sedan 1971 i Ljungby kommun och motsvarar från 2016 Ljungby distrikt i Kronobergs län.
Socknens areal var 56,26 kvadratkilometer, varav land 53,26. År 2000 fanns här 14 785 invånare. Tätorten Ljungby med sockenkyrkan Ljungby kyrka ligger i socknen. 

## Administrativ historik
Ljungby socken har medeltida ursprung. 
Vid kommunreformen 1862 övergick socknens ansvar för de kyrkliga frågorna till Ljungby församling och för de borgerliga frågorna till Ljungby landskommun.  I landskommunen inrättades 1921 Ljungby municipalsamhälle. Detta och hela landskommunen ombildades 1936 till Ljungby stad som sedan 1971 blev Ljungby kommun.  2002 utbröts Ljungby Maria församling ur församlingen.
1 januari 2016 inrättades distriktet Ljungby, med samma omfattning som församlingen hade 1999/2000.  
Socknen har tillhört samma fögderier och domsagor som Sunnerbo härad. De indelta soldaterna tillhörde Kronobergs regemente, Ljungby kompani och Smålands grenadjärkår, Sunnerbo kompani.

## Geografi
Ljungby socken ligger kring Lagan. Socknen består av en dalgångsbygd kring Lagan och hade tidigare betydande flygsandsfält, nu skogbevuxna.

## Fornminnen
Några hällkistor från stenåldern, några gravrösen från bronsåldern och flera, uppemot 22, järnåldersgravfält, några med skeppssättningar finns här. En runsten finns vid Replösa, Sicklinge.

## Namnet
Namnet (1388 Liongby), från kyrkbyn, har förledet ljung och efterledet by.

### Fotnoter
1. 1 2 3  Svensk Uppslagsbok andra upplagan 1947–1955: Ljungby socken
2. 1 2  Harlén, Hans; Harlén Eivy (2003). Sverige från A till Ö: geografisk-historisk uppslagsbok. Stockholm: Kommentus. Libris 9337075. ISBN 91-7345-139-8
3. ↑  ”Församlingar”. Statistiska centralbyrån. https://www.scb.se/hitta-statistik/regional-statistik-och-kartor/regionala-indelningar/forsamlingar/. Läst 30 december 2022.
4. ↑  Administrativ historik för Ljungby socken (Klicka på församlingsposten). Källa: Nationella arkivdatabasen, Riksarkivet.
5. 1 2  Sjögren, Otto (1931). Sverige geografisk beskrivning del 2 Östergötlands, Jönköpings, Kronobergs, Kalmar och Gotlands län. Stockholm: Wahlström & Widstrand. Libris 9939
6. 1 2 3  Nationalencyklopedin
7. ↑  Fornlämningar, Statens historiska museum: Ljungby socken, Sunnerbo
8. ↑  Fornminnesregistret, Riksantikvarieämbetet: Ljungby socken, Sunnerbo Fornminnen i socknen erhålls på kartan genom att skriva in sockennamn (utan "socken") i "Ange geografiskt område"